# Black Sabbath Vol. 4
A Black Sabbath Vol. 4 (vagy Volume 4.), az angol Black Sabbath negyedik nagylemeze, amely 1972. szeptember 25-én jelent meg, a Vertigo, valamint Észak-Amerikában a Warner Bros. Records gondozásában. Ez volt az angol heavy metal-együttes első olyan nagylemeze, amelyet Patrick Meehan producerelt. Az albumot Los Angelesben vették föl a Record Plant stúdióban, ugyanott, ahol elődjét, a Master of Realityt is, így tehát ez volt a Black Sabbath második stúdióalbuma, amelyet hazájuk, Anglia határain kívül rögzítettek. Több Black Sabbath-klasszikus is található a lemezen. Ilyen dal többek között a Snowblind, a Tomorrow's Dream, a Supernaut és a Changes.

## Információk
A Vol. 4. ugyanazon a heavy metal vonalon mozog, mint elődjei. A dal egyik legnagyobb slágere, a "Changes" című dal, amelyet Tony Iommi gitáros írt, és a dalban hallhatóak billentyűs hangszerek is. A bórítót Ozzy Osbourne énekesről mintázták. A borítón Ozzy látható, magasra tett karjaival, és kézfejein csak a mutató, és középső ujjai vannak kinyújtva. A zenekar, a Vol 4 érában került közel a kokain-hoz. Ez a felvételeknél is okozott némi problémát főként Bill Ward dobos esetén. Geezer Butler basszusgitáros pedig az enjoy coca cola (élvezd a Coca Cola-t) szlogent átköltötte enjoy cocaine (élvezd a kokaint)-ra.

## Az album sikerei
Az albumot 1972. szeptember 25-én adták ki. A Billboard 200-as listáján a #13. helyet érte el. A Tomorrow's Dream című dalt kiadták ugyan kislemezként, ám nem ért el helyezéseket a listákon. Nem sokkal később egy turnéra indultak, először az USA területén, majd 1973 elején Ausztráliában voltak, majd a turnét Európában fejezték be.
2000 júniusában a lemez a #60. lett a Minden idők 100 legnagyobb brit albuma listán. A "Supernaut" című dal is elismertségre tett szert. Beck Hansen a dal riffjét választotta kedvencének, valamint a dal nagyon pozitív elismerést kapott Frank Zappától is. A lemezt 2017-ben a Rolling Stone magazin Minden idők 100 legjobb metalalbuma listáján a 14. helyre rangsorolta. Az album szerepel az 1001 lemez, amit hallanod kell, mielőtt meghalsz című könyvben.

## Az album dalai
|     | Cím                                    | Szerző(k)                                           | Hossz |
| --- | -------------------------------------- | --------------------------------------------------- | ----- |
| 1.  | Wheels of Confusion/The Straightener   | Ozzy Osbourne, Tony Iommi, Geezer Butler, Bill Ward | 8:01  |
| 2.  | Tomorrow's Dream                       | Osbourne, Iommi, Butler, Ward                       | 3:11  |
| 3.  | Changes                                | Osbourne, Iommi, Butler, Ward                       | 4:44  |
| 4.  | FX                                     | Osbourne, Iommi, Butler, Ward                       | 1:43  |
| 5.  | Supernaut                              | Osbourne, Iommi, Butler, Ward                       | 4:49  |
| 6.  | Snowblind                              | Osbourne, Iommi, Butler, Ward                       | 5:33  |
| 7.  | Cornucopia                             | Osbourne, Iommi, Butler, Ward                       | 3:54  |
| 8.  | Laguna Sunrise                         | Osbourne, Iommi, Butler, Ward                       | 2:55  |
| 9.  | St. Vitus Dance                        | Osbourne, Iommi, Butler, Ward                       | 2:29  |
| 10. | Under the Sun/Every Day Comes and Goes | Osbourne, Iommi, Butler, Ward                       | 5:52  |

## Közreműködők
- Ozzy Osbourne – ének
- Tony Iommi – gitár, zongora, mellotron
- Geezer Butler – basszusgitár
- Bill Ward – dob